# 弗洛鎮區 (阿肯色州洛諾克縣)
弗洛鎮區（英語：Furlow Township）是位於美國阿肯色州洛諾克縣的一個行政鎮區。

## 地方資料
弗洛鎮區的面積為27.94平方千米，當中陸地面積為25.83平方千米，而水域面積為0.11平方千米。根據2010年美國人口普查的數據，當地共有人口1102人，而人口密度為每平方千米39.44人。